# Сухояз
Сухояз — река в России, протекает по Мишкинскому и Бирскому районам республики Башкортостан. Длина реки составляет 18 км.
Начинается в селе Ленинское. Течёт на юг по дубово-липовому лесу, потом через село Кигазытамаково, затем через липово-осиновый лес. В низовьях пересекает село Малосухоязово. Устье реки находится в 46 км по правому берегу реки Бирь.
Основные притоки — реки Алагуш и Кигазы — впадают справа.

## Данные водного реестра
По данным государственного водного реестра России относится к Камскому бассейновому округу, водохозяйственный участок реки — Белая от города Бирск и до устья, речной подбассейн реки — Белая. Речной бассейн реки — Кама.
Код объекта в государственном водном реестре — 10010201612111100025469.